# Hôtel du Grand Orient de France
L'hôtel du Grand Orient de France est un hôtel particulier situé au 16 rue Cadet, dans le 9e arrondissement de Paris, où s'est installé le Grand Orient de France en 1853. L'hôtel abrite également le musée de la Franc-maçonnerie.

## Historique

### XVIIIe–XIXesiècle
Appartenant à l'origine à la famille Grimaldi, l'hôtel est occupé notamment par le prince de Monaco en 1700, le duc de Richelieu en 1725, et le maréchal Clauzel en 1830.
Sous l'impulsion de son grand-maître le prince Murat, le Grand Orient de France fait l'acquisition de l'hôtel pour s'y installer. Le temple maçonnique est inauguré solennellement le 30 juin 1853 à la fête solsticiale d'été.
En 1889, le musée de la Franc-maçonnerie est créé dans le bâtiment. Depuis 2003, celui-ci bénéficie de l'appellation « musée de France », délivrée par le Ministère de la Culture.

### Seconde Guerre mondiale
Les franc-maçons étant accusés, au même titre que les Juifs, d'avoir déclenché la Seconde Guerre mondiale, ils sont traqués par l'Allemagne nazie. Ainsi le 18 juin 1940, dès les premiers jours de l'occupation de Paris, l'immeuble est pillé par l'Einsatzstab Reichsleiter Rosenberg.
Après la promulgation par le régime de Vichy, qui collabore avec l'occupant, de la loi du 13 août 1940 qui interdit les sociétés secrètes, tous les fonctionnaires de l'État français doivent prêter un serment de non-appartenance à ces dernières. L'immeuble devient alors le siège du Service des sociétés secrètes à partir du 22 novembre 1940,. Sous la direction de Bernard Faÿ, avec l'aide d'une centaine d'agents sous la surveillance du SD, le SPSS est chargé de créer un fichier des francs-maçons et des loges à l'attention des services des polices allemande et française.

### Après guerre
Entre 1969 et 1972, une façade en mur-rideau est plaquée sur la façade d'origine.
Le 27 février 2017, l'hôtel reçoit pour la première fois un président de la République française en la personne de François Hollande.

## Architecture
Le bâtiment compte 17 temples, notamment :
- le temple no 1 dans le style Second Empire ;
- le temple no 4 dans le style Art déco.

Temples de l'hôtel du GODF
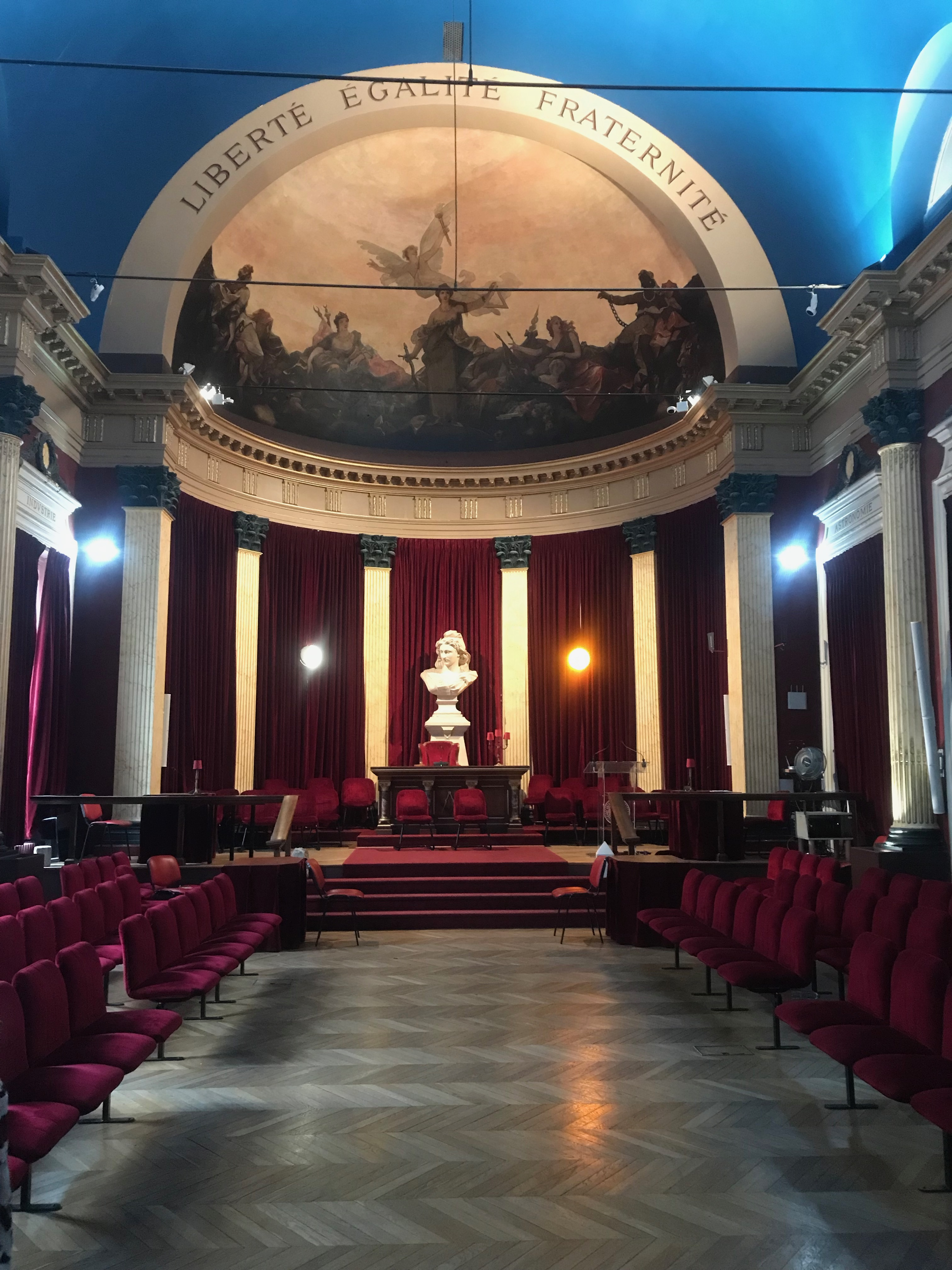
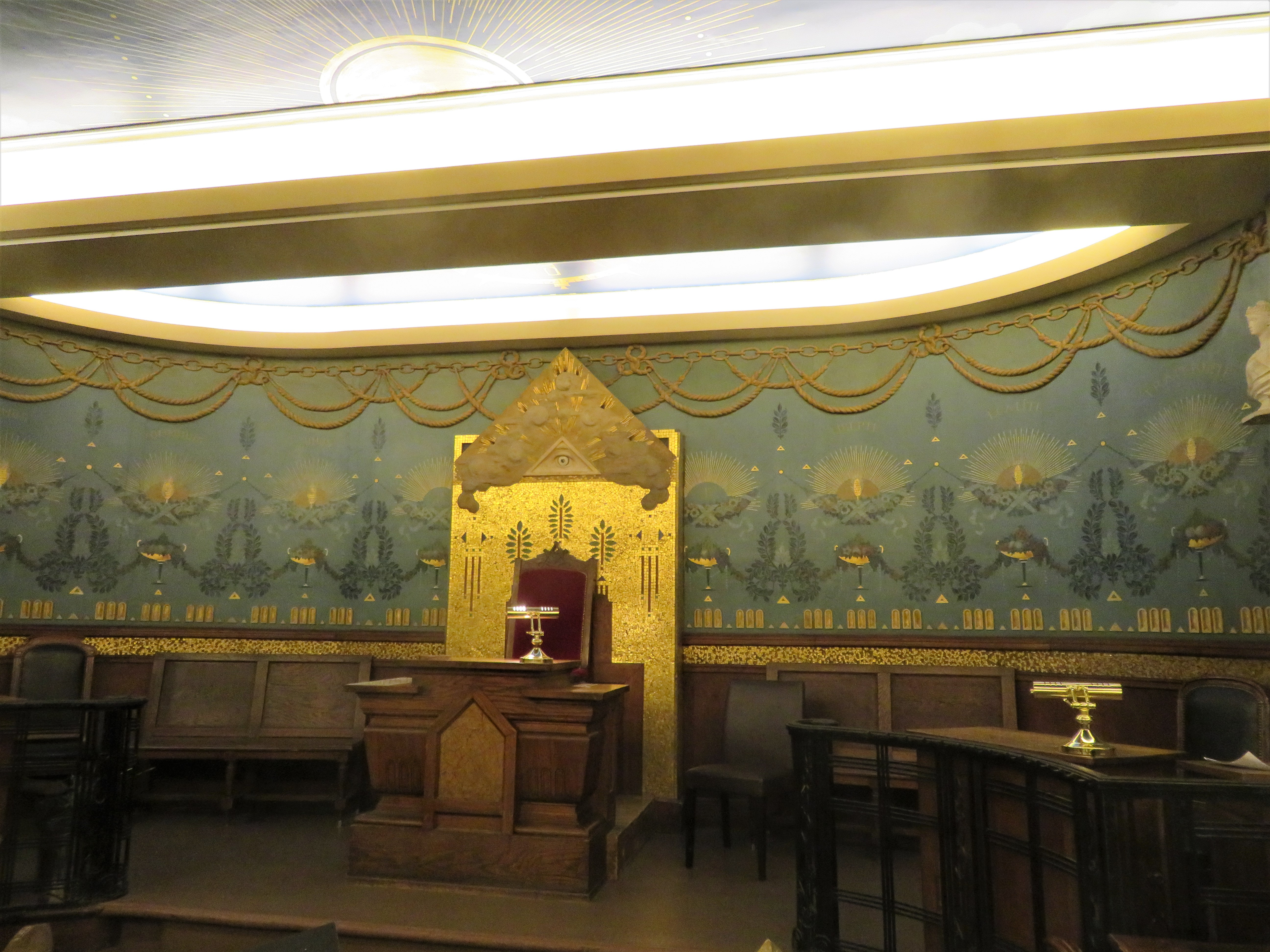